# The Woodsman (película)
The Woodsman (El hombre del bosque en Argentina, El leñador en España, Un crimen inconfesable en México) es una película estadounidense de 2005 dirigida por Nicole Kassell y protagonizada por Kevin Bacon, Kyra Sedgwick, Benjamin Bratt, Mos Def, Gina Philips, Hannah Pilke, Kevin Rice y Michael Shannon.

## Sinopsis
Tras pasar doce años en prisión por un delito de pederastia, Walter quiere rehacer su vida en una ciudad sin nombre. Consigue un trabajo en un almacén de madera, consigue un piso frente a un colegio y en definitiva, consigue cuidar de sí mismo. Su pasado le marca allá donde vaya y un delito por agresión sexual, como el que cometió, es suficiente motivo para que se sienta vigilado continuamente por su excuñado y por un policía local que lo persigue. Walter encuentra la amistad en Vickie, una mujer deslenguada que no tiene en cuenta su pasado. Pero los fantasmas del pasado aparecen cuando traba amistad con una niña del barrio.